# Karina Maia
Karina Maia (, 27 de março de 1990) é uma esgrimista paraolímpica brasileira.
Começou a praticar o esporte depois de perder uma das pernas por causa de um tumor, quando tinha 18 anos de idade. Defendeu o Brasil nas competições por equipes de espada e florete nos Jogos Paraolímpicos de Verão de 2016.